# Samlade noveller 2 (Cortázar)
Samlade noveller 2 är andra delen i en serie om två volymer som samlar den argentinske författaren Julio Cortázars noveller. Böckerna gavs ut 2007 på förlaget Modernista. Den första delen innehåller ett förord av författaren Ulf Eriksson.
Cortázar publicerade under sin livstid åtta novellsamlingar. En nionde, Den andra stranden, gavs i original ut postumt 1994 men skrevs mellan 1937 och 1945. Denna samling inleder den första volymen. Därefter följer novellsamlingarna i kronologisk ordning, med undantag för De hemliga vapnen och Slut på leken, där den senare i original gavs ut före den förra.
Berättelserna faller i huvudsaken inom genren magisk realism.
Titlar och publiceringsår i original är angivna inom parentes.

## Alla eldar elden (Todos los fuegos el fuego, 1966)
- "Södra motorvägen" (La autopista del sur)
- "De sjukas hälsa" (La salud de los enfermos)
- "Möte" (Reunión)
- "Señorita Cora" (La Señorita Cora)
- "Ön mitt på dagen" (La isla al mediodia)
- "Instruktioner för John Howell" (Instrucciones para John Howell)
- "Alla eldar elden" (Todos los fuegos el fuego)
- "Den andra himlen" (El otro cielo)

## Oktaeder (Octaedro, 1974)
- "Liliana gråter" (Liliana llorando)
- "Fotstegen i fotspåren" (Los pasos en las huellas)
- "Manuskript funnet i en ficka" (Manuscrito hallado en un bolsillo)
- "Sommar" (Verano)
- "Där men var, hur" (Ahí pero dónde, cómo)
- "En plats vid namn Kindberg" (Lugar llamado Kindberg)
- "Severos faser" (Las fases de Severo)
- "Svarta kattungens strupe" (Cuello de gato negro)

## Någon som håller till här (Alguien que anda por ahí, 1977)
- "Ljusväxling" (Cambio de luces)
- "Passadvindar" (Vientos alisios)
- "Andra gången" (Segunda vez)
- "Ni sträckte ut er vid din sida" (Usted se tendió a tu lado)
- "I Bobys namn" (En nombre de Boby)
- "Apokalypsen i Solentiname" (Apocalipsis de Solentiname)
- "Båten eller Tillbaka i Venedig" (La barca o nueva visita a Venecia)
- "Möte i röd cirkel" (Reunión con un círculo rojo)
- "Medaljens sidor" (Las caras de la medalla)
- "Någon som håller till här" (Alguien que anda por ahí)
- "Mantequillas kväll" (La noche de Mantequilla)

## Ingen är som Glenda (Queremos tanto a Glenda, 1980)
I
- "Katters sätt att se" (Orientación de los gatos)
- "Ingen är som Glenda" (Queremos tanto a Glenda)
- "Historia med giftspindlar" (Historia con migalas)

II
- "Text i en anteckningsbok" (Texto en una libreta)
- "Tidningsurklipp" (Recortes de prensa)
- "Tango för en återkomst" (Tango de vuelta)

III
- "Klonen" (Clone)
- "Graffiti" (Graffiti)
- "Historier jag berättar för mig själv" (Historias que me cuento)
- "Moebiusring" (Anillo de Moebius)

## Otid (Deshoras, 1982)
- "Flaskpost. Epilog till en berättelse" (Botella al mar)
- "Etappslut" (Fin de etapa)
- "Andra resan" (Segundo viaje)
- "Satarsa" (Satarsa)
- "Kvällsskolan" (La escuela de noche)
- "Otid" (Deshoras)
- "Mardrömmar" (Pesadillas)
- "Dagbok för en berättelse" (Diario para un cuento)

## Opublicerad
- "Bix Beiderbecke"